# Kamomekamome
kamomekamome（カモメカモメ）は、千葉県柏市を拠点に活動する日本のハードコア・パンクバンド。2002年初頭に結成。

## メンバー
向達郎（ボーカル）
- 元ヌンチャク、DUFFULS、PLAY DYNAMICS。
- 三上寛、ヘルチャイルド、GARLIC BOYSに影響を受けたと語っている[3]。中でも子供の頃、GARLIC BOYSは雲の上の存在だったという[4]。

嶌田"MARCY"政司（ドラム）
- buddhistson/OCEANLANEでも活動中。

織田壮一郎（ギター）
- 2002年、結成後に間もなく加入。

白金史人（ギター）
- 2003年、加入。

中瀬賢三（ベース/コーラス）
- 元Switch Style。
- 一時期（2003年～2008年3月）脱退をしていたが、2008年4月をもってバンドに復帰した。

### 過去のサポート・メンバー
上沼靖彦（ベース/コーラス）
- buddhistsonで活動中。

SUCK LIE（ベース）
- DEEP SLAUTERで活動中。

## 概要
2002年にバンド結成。結成当初のメンバーは向達郎、嶌田"MARCY"政司、中瀬賢三の3人。後に織田壮一郎が加入する。2003年に中瀬が千葉を離れる為にバンドを脱退。後任に上沼がサポートとしてバンドに参加する。2003年に白金史人が加入。スタジオでの楽曲制作やデモCDの発表を積み重ねてゆき、2005年7月、1stアルバム『KAMOME KAMOME』を発表。2007年11月には2nd『ルガーシーガル』を発表。2008年2月のアルバム・リリースツアーの柏ALIVE公演をもって、上沼が自身のバンドに専念するため脱退。中瀬が再び加入する。2009年2月、Ken Bandの柏公演の前座を務める。2010年6月に3rdアルバム『HAPPY REBIRTHDAY TO YOU』を発表。2011年12月28日に柏ALIVEにてバンド結成10周年記念ライブを行う。

## ミュージックビデオ
| 監督        | 曲名                                         |
| INNI VISION | 「ナイーブ レターズ」                        |
| 本田義信    | 「エクスキューズミー」                       |
| maxilla     | 「手を振る人」「In store Live at diskunion」 |
| 三輪たける  | 「ハミングエンバーミング」                   |
| 不明        | 「事切れ手鞠歌」「例え言葉は冷静に」         |

## 主なライブ

### ワンマンライブ・主催イベント
- 2008年09月21日 - 音波交際センター カモメカモメ単独公演
- 2010年09月18日 - "Happy Rebirthday To You Tour"
w/Idol Punch/HAWAIIAN6/GARLICBOYS/Crossfaith
- 2013年03月31日 - kamomekamome presents 音波交際センター「再会編」
w/GARLIC BOYS/Crystal Lake/BEFORE MY LIFE FAILS
- 2013年09月15日-12月21日（14公演） - kamomekamome presents "BEDSIDE DONORS TOUR"
w/HAWAIIAN6/FOUR GET ME A NOTS/ENDZWECK/COUNTRY YARD/THINK AGAIN/FUCK YOU HEROES/LITTLE BASTERS/NUMB/UNITED/ENSLAVE/EDGE OF SPIRIT/HEY-SMITH/PALM/waterweed/GARLIC BOYS/RAZORS EDGE/F.I.B
- 2014年05月31日 - kamomekamome presents 音波交際センター
w/spike shoes/EXORGRINDST/killie

### 出演イベント
- 2005年11月01日 - Taste Of Chaos Tour Japan 2005
- 2008年08月03日 - 八食サマーフリーライブ 2008.
- 2009年02月17日 - Ken Yokoyama｢The Homecoming Tour｣
- 2009年08月04日 - NO MARK vol.20～UNIT 5th Anniversary Special～
- 2009年09月06日 - PUNKAFOOLIC! SHIBUYA CRASH 09
- 2009年10月11日 - HAWAIIAN6 presents 猛虎’84
- 2010年08月08日 - 八食サマーフリーライブ 2010
- 2010年08月15日 - TONE RIVER JAM'10 ～Great 5th Anniversary～
- 2010年11月20日 - F.I.B presents「FIRE CRACKER」
- 2010年12月01日 - dustbox TOUR 2010 & 2011 -starbow-
- 2011年05月14日 - FOR UGLY, FOR BEAUTIFUL #45
- 2011年05月15日 - FOR UGLY, FOR BEAUTIFUL FINAL!!! ～MOGA THE ￥55 LAST LIVE～
- 2011年08月07日 - 八食サマーフリーライブ 2011
- 2011年08月20日 - TONE RIVER JAM '11
- 2011年09月03日 - PUNKAFOOLIC! SHIBUYA CRASH 2011
- 2012年02月26日 - DEVILOCK NIGHT THE FINAL～Thank you and Good bye～
- 2012年05月12日 - FC FiVE Last Tour
- 2013年04月07日 - HAWAIIAN6 presents "The Grails" FINAL TOUR 2013
- 2013年08月04日 - 八食サマーフリーライブ 2013
- 2013年08月11日 - TONE RIVER JAM'13
- 2013年10月12日 - THE CHERRY COKE$ "TOUR 2013 "Hoist The Colours"
- 2013年10月20日 - ECHOES 2013
- 2013年11月30日 - マキシマム ザ ホルモン“予襲復讐”ツアー
- 2013年12月08日 - COUNTRY YARD presents BROTHERHOOD SPECIAL
- 2013年12月21日 - F.I.B pre. "CROSS CORE Vol.1"
- 2014年05月18日 - 773Four RECORDS PRESENTS "FOUR SEASONS FESTIVAL '14"
- 2014年06月07日 - SATANIC CARNIVAL'14
- 2014年06月14日 - RAZORS EDGE presents "STORMY DUDES FESTA! 2014"
- 2014年07月13日 - THE STARBEMS「ULTRA OPERATION TOUR2014」
- 2014年08月10日 - TONE RIVER JAM'14
- 2014年09月12日 - YOKO Fest The Final「ヨコちゃん逝ったよ～全員集合!!」
- 2014年10月05日 - G-FREAK FACTORY "fact" TOUR 2014
- 2014年10月12日 - FOUR GET ME A NOTS 10th Anniversary GRATEFUL FOR ALL TOUR～Friends～
- 2014年11月29日 - FACT 15th Anniversary Rock-O-Rama
- 2015年01月17日 - MEANING「150 TOUR」
- 2015年03月21日・22日 - bacho presents 最高新記憶 TOUR
- 2015年06月13日 - TOMY WEALTH presents 【MASKED MANSION 4】
- 2015年06月20日 - SUPER RIZUMU +19more
- 2015年08月09日 - TONE RIVER JAM'15
- 2015年09月20日 - PUNKAFOOLIC! SHIBUYA CRASH 2015
- 2015年10月11日 - GRANDSIDE FEST 2015
- 2015年10月18日 - HAWAIIAN6 presents ECHOES 2015

## 交友関係
- FC FiVE
- GARLIC BOYS
- HAWAIIAN6
- マキシマム ザ ホルモン
- DUFFLES

### インタビュー
- TOWER RECORDS(2010年5月)
- HMV ONLINE(2010年6月)